# Reineta d'Anderson
La reineta d'Anderson (Dryophytes andersonii) és una espècie de granota que es troba a Nord-amèrica. És endèmica de l'est dels Estats Units. El seu hàbitat natural són els aiguamolls amb matolls llenyosos perennifolis. És una espècie en risc mínim, és a dir, no sembla que hi hagi cap amenaça significativa per a la seva supervivència. Fou anomenada en referència a la ciutat d'Anderson (Carolina del Sud).